# Pueblo-Aufstand
Als Pueblo-Aufstand wird eine Erhebung der Pueblo-Indianer im Jahre 1680 gegen die Spanier in der damaligen Provinz Neumexiko (span: Santa Fe de Nuevo México) im Vizekönigreich Neuspanien, die in etwa dem heutigen New Mexico in den USA entspricht, bezeichnet.

## Die Ursachen
Zu Beginn des 17. Jahrhunderts begannen die Spanier, ihre Kolonie Neumexiko im heutigen Südwesten der USA systematisch zu besiedeln. In der ganzen Region gründeten spanische Siedler ihre Haziendas auf zugewiesenem Land. Diese Landverschreibungen schlossen nach feudalem Brauch die Bewohner des Gebiets ein und man erwartete von ihnen, dass sie den Patron mit Lebensmitteln und Arbeitskräften versorgten. Folglich kam es immer wieder zu Aufständen einzelner Pueblos: Zuñi 1632, Taos 1639–1640, Jemez 1644 und 1647 und die Tewa-Pueblos 1650. Zweifellos gab es noch weitere Ausbrüche gewaltsamen Protests, die in den spanischen Berichten unerwähnt blieben, weil niemand wegen Inkompetenz seines Postens enthoben werden wollte.
Gouverneur Juan Francisco de Trevino ließ im Jahre 1675 47 Indianer in einem Pueblo mit der Anschuldigung festnehmen, Hexerei betrieben zu haben. Man erhängte daraufhin vier von ihnen auf der Plaza von Santa Fe. Die übrigen wurden öffentlich ausgepeitscht und nach einer Gefängnisstrafe wieder freigelassen. Falls sie wieder zu ihren bösen Praktiken zurückkehrten, wurden ihnen drakonische Strafen angedroht. Unter ihnen befand sich ein indianischer Priester mittleren Alters namens Popé, Angehöriger der San Juan aus dem Pueblo Ohke. Popé hatte sich der Missionsarbeit der Mönche von Anfang an widersetzt.
Popé begann zuerst im eigenen und dann in benachbarten Pueblos, gleichgesinnte Indianer zu rekrutieren. Seine zündenden Reden trafen auf aufnahmebereite Ohren. Zu dieser Zeit waren schon Hunderte verhungert, weil eine scheinbar endlose Dürre die Felder hatte vertrocknen lassen. Die Vorratsspeicher waren leer, und Überfälle der Apachen dezimierten die bereits kleinen Herden an Rindern, Schafen und Pferden. Dazu kamen die spanischen Forderungen nach Lebensmitteln und Arbeitskräften, zusammen mit der Unterdrückung der alten Stammesreligion, die zu steigender Unzufriedenheit führten. Nie zuvor waren die Pueblo-Indianer unter einem einzigen Führer vereint gewesen – jetzt aber begannen sie unter Popés Führung, sich gegen die Spanier zu verbünden.
Im Frühjahr 1680 lebten etwa 2800 Spanier in Santa Fe und auf isolierten Haziendas im Tal des oberen Rio Grande. Antonio de Otermin war Gouverneur. Der Traum der Kolonisten von schnellem Reichtum war ausgeträumt, aber nachdem sie sich einmal angesiedelt hatten, durften sie die Kolonie nur mit königlicher Erlaubnis wieder verlassen.

## Der Aufstand
Popé setzte den Tag des Aufstands auf den 13. August fest und sandte Boten an die Häuptlinge der Pueblos. Einigen von ihnen kamen jedoch Bedenken und sie verrieten Gouverneur Otermin die bevorstehende Revolte. Als Popé von dem Verrat erfuhr, verlegte er den Beginn auf den nächsten Tag vor, den 10. August 1680.
Um sieben Uhr morgens bekam Gouverneur Otermin die Meldung, dass die Indianer von Tesuque nördlich von Santa Fe den Priester an seinem Altar umgebracht, die Heiligenbilder zerstört und die Kirche niedergebrannt hätten. Weitere Boten meldeten, die Missionare von San Ildefonso und Nambe seien erschlagen worden. Die Kirche von San Juan brannte. Abgelegene spanische Haziendas beklagten eine große Anzahl von Opfern. Den ganzen Tag über kamen Kuriere an – sämtliche Pueblos hatten sich erhoben. Die Kirchen wurden niedergebrannt und die meisten Priester und Mönche getötet. Bis nach Acoma, den Zuni und den Hopi-Dörfern weit im Westen herrschte Tod und Zerstörung.
Am Abend des 10. August waren alle Spanier der Umgebung nach Santa Fe geflüchtet. Am 13. August war die Stadt von aufständischen Indianern eingekreist, die nach kurzer, vergeblicher Verhandlung mit den Belagerten zum Angriff übergingen. Den ganzen Tag kämpften etwa 150 spanische Soldaten der Garnison Santa Fe auf den Feldern vor der Stadt gegen die weitgehend nur mit Pfeil und Bogen bewaffneten Indianer. Es trafen immer mehr Aufständische ein, bis den Spaniern nur der Rückzug in die befestigte Stadt übrig blieb. Am nächsten Tag hatten 2500 Krieger Santa Fe eingekreist. Am 16. August stürmten sie die Stadt und setzten sie in Brand, nur der Palast des Gouverneurs blieb unversehrt. Am 18. August erfolgte plötzlich von Otermin und rund 100 verzweifelten Spaniern ein Gegenangriff. Sie konnten einen Teil der Indianer überwältigen und sich einen Fluchtweg freikämpfen. Die Indianer sahen von den umliegenden Hügeln tatenlos zu, als die überlebenden Spanier am 22. August mit zwei Wagen aus Santa Fe abzogen.
Im Oktober 1680 sammelten sich alle Flüchtlinge in El Paso an der Grenze im Süden. Von den 2800 Spaniern, die im Land der Pueblo-Indianer lebten, hatten fast 2000 El Paso erreicht, der Rest war tot oder vermisst.

## Die Folgen
Spanien hatte in seiner fast 200 Jahre andauernden Anwesenheit in der Neuen Welt schon andere indianische Rebellionen erlebt, aber nie einen Ausbruch solcher Wut. Der Ruf der Spanier war dermaßen schlecht, dass die Pueblo-Indianer nach deren Vertreibung alles vernichteten, was europäischen Ursprungs war. So schlimm stand es um den Ruf der katholischen Kirche, dass indianische Priester Rituale abhielten, um die Zwangsbekehrten zu enttaufen und damit von jeder bösen Beeinflussung zu befreien, wie sie glaubten.
Nachdem die Pueblo-Indianer unter der spanischen Herrschaft gelitten hatten, mussten sie jetzt die Tyrannei eines der Ihren ertragen. Popé, der Held des Aufstands, ernannte sich selbst zum Gouverneur aller Pueblos. Als Popé 1688 starb, war sein Reich schwächer als je zuvor. Zwar gelang es den Pueblo-Indianern, die Spanier bis 1692 von Nuevo México fernzuhalten, aber dann ebnete der Zerfall des Bündnisses den Weg zur Rückeroberung der ganzen Region.
Dennoch war der Aufstand von 1680 auf lange Sicht gesehen ein Erfolg für die Pueblo-Indianer, denn die Spanier versuchten nun nicht mehr, den Indianern ihre Religion und Kultur mit solcher Brutalität aufzuzwingen wie vor dem Aufstand.
Siehe auch: Zeittafel der Indianerkriege